# Matelea palustris
Matelea palustris är en oleanderväxtart som beskrevs av Jean Baptiste Christophe Fusée Aublet. Matelea palustris ingår i släktet Matelea och familjen oleanderväxter. Inga underarter finns listade i Catalogue of Life.